# Anastasia Griffith
Anastasia Griffith (París, 23 de marzo de 1978) es una actriz francesa-británica, más conocida por haber interpretado a Katie Connor en la serie Damages.

## Biografía
Anastasia es hija del abogado estadounidense Ralph Griffith y de la norirlandesa Elizabeth Bamber. Tiene seis hermanos, uno de ellos el actor Jamie Bamber.
Asistió a la prestigiosa escuela London Academy of Music and Dramatic Art LAMDA.
En 2004 salió brevemente con el actor Michael Sheen.

## Carrera
En 2007 se unió al elenco de la serie Damages, donde interpretó a Katie Connor hasta 2009. En 2009 se unió al elenco de la serie Trauma, donde interpretó a la paramédica Nancy Carnahan; sin embargo, la serie fue cancelada después de la primera temporada.
En 2010 se unió como personaje recurrente a la serie Royal Pains, donde interpretó a la doctora Emily Peck hasta 2011. En 2011 se unió al elenco de la película And Baby Will Fall, donde interpretó a Ivy Rose. Ese mismo año se unió al elenco recurrente de la serie de fantasía Once Upon a Time, donde interpretó a Abigail. También se unió al elenco principal de la serie Copper, donde interpretó a Elizabeth Haverford hasta el final de la serie en 2013, después de finalizar su segunda temporada.

## Filmografía

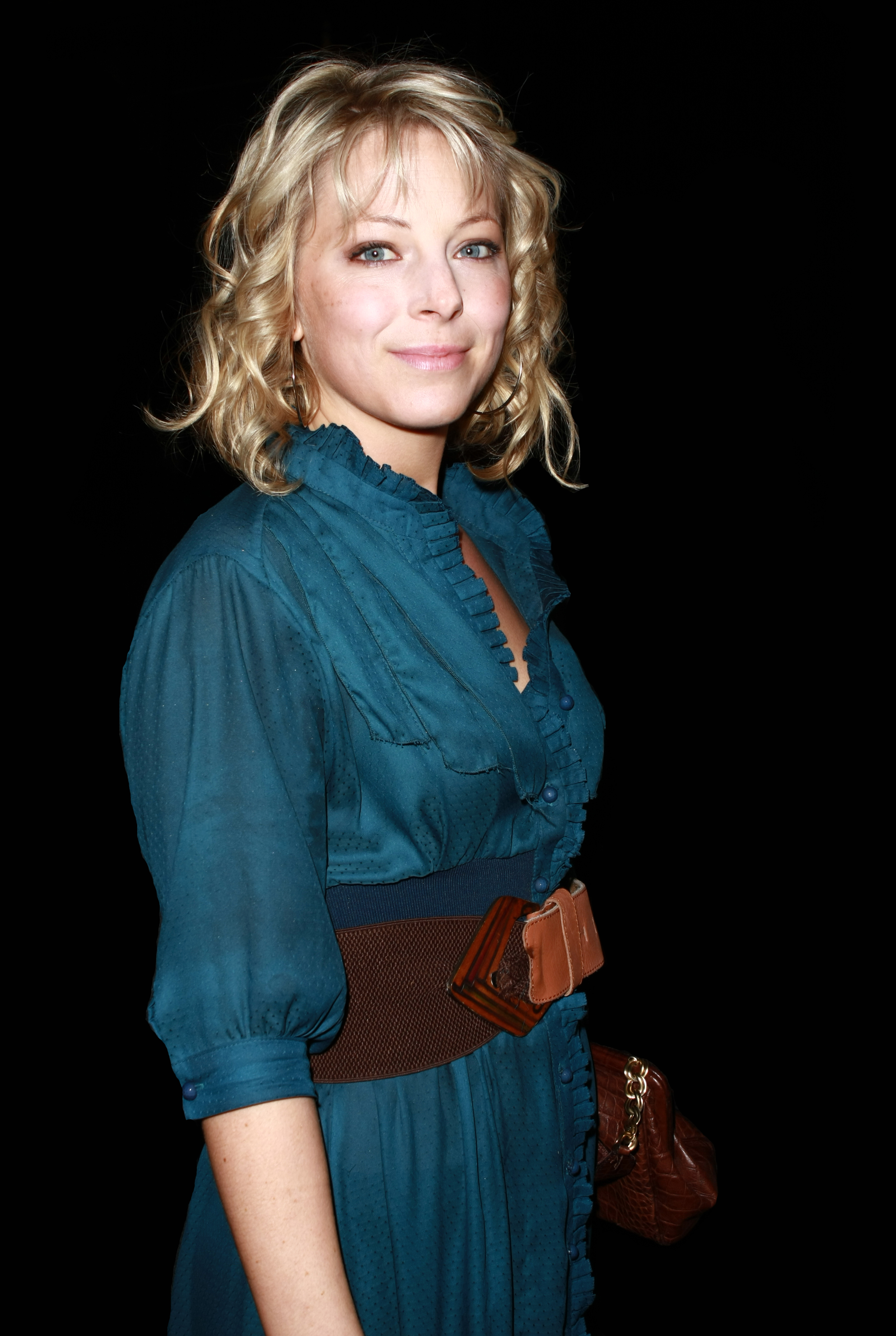
Anastasia en el estreno de "Lipstick Jungle" en Saks Fifth Avenue, Nueva York, en el 2008.

### Series de televisión
| Año             | Serie                             | Personaje                        | Notas                                        |
| --------------- | --------------------------------- | -------------------------------- | -------------------------------------------- |
| 2015            | Elementary                        | Agatha Spurrell                  | episodio "The View from Olympus"             |
| 2015            | The Mysteries of Laura            | Angela Ryan                      | episodio "The Mystery of the Fateful Fire"   |
| 2014            | The Wrong Mans                    | Agente Miller                    | 3 episodios - miniserie                      |
| 2011–2012, 2014 | Once Upon a Time                  | Princesa Abigail / Kathryn Nolan | Reparto recurrente, 8 episodios              |
| 2012 - 2013     | Copper                            | Elizabeth Haverford              | 23 episodios                                 |
| 2013            | Banshee                           | Dra. Paradis                     | episodio "A Mixture of Madness"              |
| 2013            | Banshee Origins                   | Dra. Paradis                     | episodio "A Thief, Not a Killer" - miniserie |
| 2010 - 2011     | Royal Pains                       | Dra. Emily Peck                  | 9 episodios                                  |
| 2009 - 2010     | Trauma                            | Nancy Carnahan                   | 18 episodios                                 |
| 2009            | Medium                            | Samantha Emory                   | episodio "The Man in the Mirror "            |
| 2007 - 2009     | Damages                           | Katie Connor                     | 22 episodios                                 |
| 2008            | The Cleaner                       | Kate Gibbons                     | episodio "The Eleventh Hour"                 |
| 2008            | Lipstick Jungle                   | Kelly Parker                     | episodio "Chapter Seven: Carpe Threesome"    |
| 2008            | New Amsterdam                     | Hannah Cleary                    | episodio "Golden Boy"                        |
| 2007            | Law & Order: Special Victims Unit | Leah Keegan                      | episodio "Paternity"                         |
| 2005            | The Worst Week of My Life         | Cordelia                         | 2 episodios                                  |

### Películas
| Año  | Películas              | Personaje       | Notas                                                                                     |
| ---- | ---------------------- | --------------- | ----------------------------------------------------------------------------------------- |
| 2011 | And Baby Will Fall     | Ivy Rose        | junto a Brendan Fehr, Clea DuVall & Stephen Lobo                                          |
| 2009 | Solitary Man           | Carol Salomonde | junto a Michael Douglas, Susan Sarandon, Danny DeVito, Mary-Louise Parker & Jenna Fischer |
| 2005 | Shadow of the Sword    | Anna            | junto a Nikolaj Coster-Waldau, Steven Berkoff & Julie Cox                                 |
| 2004 | Turn                   | -               | corto - junto a Tom Sambrookd & Patricia Loveland                                         |
| 2004 | Nature Unleashed: Fire | Sharon          | junto a Bryan Genesse, Josh Cohen & Ross McCall                                           |
| 2004 | Alfie                  | Chyna           | junto a Jude Law, Sienna Miller & Marisa Tomei                                            |
| 2004 | Dirty Filthy Love      | Stevie          | junto a Michael Sheen, Adrian Bower, Anton Lesser & Ebe Sievwright                        |
| 2004 | She's Gone             | Acompañante     | junto a Ray Winstone, Lindsey Coulson & David Westhead                                    |

### Cinematografía
| Año  | Título         | Notas                           |
| ---- | -------------- | ------------------------------- |
| 2008 | Watermelon Man | corto - directora de fotografía |

### Teatro
| Año  | Obra               | Personaje | Teatro             | Notas                              |
| ---- | ------------------ | --------- | ------------------ | ---------------------------------- |
| 2012 | Look Back in Anger | Helena    | Roundabout Theatre | junto a Adam Driver & Matthew Rhys |